# أبو بكر بن أبي موسى الأشعري
أبو بكر بن أبي موسى الأشعري تابعي كوفي، وأحد رواة الحديث النبوي، وقاضي الكوفة في زمن سليمان بن عبد الملك.

## سيرته
كان قليل الحديث يُسْتَضْعَف. كان أبو بكر بن أبى موسى قاضيًا بالكوفة بعد أخيه أبي بردة بن أبي موسى الأشعري في عهد الحجاج بن يوسف الثقفي ثم يزيد بن المهلب، وكان أكبر من أبى بردة، وهو آخر من مات من بنى أبى موسى في ولاية خالد بن عبد الله القسري.

## روايته للحديث النبوي
- روى عن: أبيه أبي موسى الأشعري وأبي هريرة، وعبد الله بن عباس، وجابر بن سمرة.[1]
- روى عنه: أبو عمران الجوني، وأبو جمرة الضبعي، وحجاج بن أرطاة، ويونس بن أبي إسحاق وعطاء بن السائب وآخرون.[1]
- الجرح والتعديل: قال عنه أبو داود: أرضى عندهم من أبي بردة، وقال أحمد بن صالح العجلي الجيلي: ثقة، وقال ابن حجر العسقلاني: ثقة.[3]